# Krawce (Białoruś)
Krawce (biał. Краўцы; ros. Кравцы) – wieś na Białorusi, w obwodzie witebskim, w rejonie głębockim, w sielsowiecie Zalesie.

## Historia
W czasach zaborów wieś w gminie Łużki, w powiecie dzisieńskim, w guberni wileńskiej Imperium Rosyjskiego. Pod koniec XIX wieku należała do dóbr Łużki, własność Czapskich.
W latach 1921–1945 wieś leżała w Polsce, w województwie wileńskim, w powiecie dziśnieńskim w gminie Łużki.
Według Powszechnego Spisu Ludności z 1921 roku zamieszkiwało tu 78 osób, 2 były wyznania rzymskokatolickiego a 76 prawosławnego. Jednocześnie 2 mieszkańców zadeklarowało polską a 76 białoruską przynależność narodową. Było tu 13 budynków mieszkalnych. W 1931 w 14 domach zamieszkiwało 76 osób.
Wierni należeli do parafii rzymskokatolickiej i prawosławnej w Łużkach. Miejscowość podlegała pod Sąd Grodzki w Łużkach i Okręgowy w Wilnie; właściwy urząd pocztowy mieścił się w Łużkach.
W wyniku napaści ZSRR na Polskę we wrześniu 1939 miejscowość znalazła się pod okupacją sowiecką. 2 listopada została włączona do Białoruskiej SRR. Od czerwca 1941 roku pod okupacją niemiecką. W 1944 miejscowość została ponownie zajęta przez wojska sowieckie i włączona do Białoruskiej SRR.
Od 1991 w składzie niepodległej Białorusi.